# Darren McCormack
Darren McCormack (ur. 29 września 1988 w Edynburgu) – szkocki piłkarz, grający na pozycji obrońcy. W swojej karierze rozegrał 21 spotkań w Scottish Premier League.
McCormack wystąpił jeden raz w reprezentacji Szkocji do lat 21.